# آلکساندر آوتیسیان
آلکساندر ملسیکی آوتیسیان (ارمنی: Ալեքսանդր Մելսիկի Ավետիսյան؛ زادهٔ ۹ اکتبر ۱۹۷۴) یک روزنامه‌نگار و سیاستمدار اهل ارمنستان است که از تاریخ ۲۰۱۹ تا تاریخ ۲۰۲۱ سمت نمایندگی دوره هفتم مجلس ملی جمهوری ارمنستان را برعهده داشت.

## زندگی‌نامه
در ۹ اکتبر ۱۹۷۴ در بولنیس-خاچن به دنیا آمد و از دانشگاه دولتی گلادزور فارغ‌التحصیل شد. 

## یادداشت
1. ↑  «Գլաձոր» կառավարման համալսարան